# Aisha Hinds
Aisha Hinds (* 13. November 1975 in Brooklyn, New York City) ist eine US-amerikanische Schauspielerin.

## Leben und Karriere
Aisha Hinds wurde im November 1975 im New Yorker Stadtbezirk Brooklyn geboren und wuchs dort auf. Zunächst besuchte sie die Fiorello H. LaGuardia High School für Bildende und Darstellende Künste und schloss danach ihr Studium an der University of Miami mit einem Bachelor of Fine Arts in Theater ab. Während ihrer Zeit an der Universität trat sie in den Musicals Anything Goes als Reno Sweeney und in Mame als Agnes Gooch auf. Im Anschluss absolvierte sie am The American Theatre of Harlem ein Zusatzstudium und war dort unter anderem in den Stücken Fences und Nacht, Mutter zu sehen.
Ihren ersten Fernsehauftritt hatte sie 2003 in der Kinderserie Blue’s Clues – Blau und schlau, bevor sie im gleichen Jahr eine zweiteilige Gastrolle in der zehnten Staffel der Krimiserie New York Cops – NYPD Blue absolvierte. 2004 übernahm sie eine Gastrolle in Emergency Room – Die Notaufnahme und war als Annie Price in der dritten Staffel von The Shield – Gesetz der Gewalt in einer wiederkehrenden Nebenrolle zu sehen. Neben einer Hauptrolle im Kurzfilm Love Aquarium (2004) spielte sie 2005 in Jean-François Richets Das Ende – Assault on Precinct 13 neben Ethan Hawke und Laurence Fishburne die Nebenrolle der Kleinkriminellen Anna. In der Science-Fiction-Fernsehserie Invasion porträtierte sie von 2005 bis 2006 Mona Gomez. Es folgten zahlreiche Gastauftritte in verschiedenen Fernsehserien, wie Standoff, Lost (beide 2006) und Stargate – Kommando SG-1 (2007), bevor sie im Thriller Mr. Brooks – Der Mörder in Dir als Nancy Hart mitspielte.
Von 2008 bis 2010 übernahm Hinds in der HBO-Serie True Blood die staffelübergreifende Nebenrolle der Miss Jeanette. In dieser Zeit spielte sie außerdem im Film Madea Goes to Jail und in fünf Episoden von Dollhouse mit. In einer weiteren Nebenrolle war sie von 2009 bis 2010 als Isabel Walsh in Hawthorne zu sehen. 2010 folgte die Rolle der Detective Collero in 72 Stunden – The Next Three Days und eine dreiteilige Gastrolle in der Showtime-Serie Weeds – Kleine Deals unter Nachbarn. In der ABC-Krimiserie Detroit 1-8-7 porträtierte sie Maureen Mason, eine zweifache Mutter und Leutnant der Mordkommission von Detroit. Die Serie wurde nach einer Staffel und 18 Episoden wieder eingestellt. Im Anschluss war sie 2011 im Fernsehfilm Five und als Gastdarstellerin in CSI: Miami zu sehen. Ab Frühjahr 2012 stand sie für die Mysteryserie Cult als Detective Rosalind Sakelik vor der Kamera. Die Ausstrahlung der kurzlebigen Serie erfolgte ab Februar 2013. Im zwölften Star-Trek-Film Star Trek Into Darkness spielte sie 2013 die Rolle der Navigationsoffizierin Darwin.
Von 2013 bis 2015 übernahm Hinds in der CBS-Science-Fiction-Serie Under the Dome, die auf dem im Original gleichnamigen Roman Die Arena von Stephen King basiert, die Hauptrolle der Carolyn Hill. 2014 spielte sie in der Verfilmung des Romans Wenn ich bleibe die Nebenrolle der Krankenschwester Ramirez. Seit 2018 verkörpert Aisha Hinds die Feuerwehrfrau und Sanitäterin Henrietta „Hen“ Wilson in 9-1-1: Notruf L. A. In dieser Rolle war sie 2021 auch im Rahmen eines Crossovers in der Spin-Off-Serie 9-1-1: Lone Star zu sehen.

## Filmografie (Auswahl)
Als Schauspielerin
- 2003: Blue’s Clues – Blau und schlau (Blue’s Clues, Fernsehserie, Episode 5x18)
- 2003: New York Cops – NYPD Blue (NYPD Blue, Fernsehserie, Episoden 10x21–10x22)
- 2004: Emergency Room – Die Notaufnahme (ER, Fernsehserie, Episode 10x20)
- 2004: The Shield – Gesetz der Gewalt (The Shield, Fernsehserie, 8 Episoden)
- 2004: Love Aquarium (Kurzfilm)
- 2005: Das Ende – Assault on Precinct 13 (Assault on Precinct 13)
- 2005–2006: Invasion (Fernsehserie, 15 Episoden)
- 2006: Standoff (Fernsehserie, Episode 1x05)
- 2006: Lost (Fernsehserie, Episode 3x05)
- 2007: Stargate – Kommando SG-1 (Stargate SG-1, Fernsehserie, Episode 10x12)
- 2007: Mr. Brooks – Der Mörder in Dir (Mr. Brooks)
- 2008: Bones – Die Knochenjägerin (Bones, Fernsehserie, Episode 4x11)
- 2008–2010: True Blood (Fernsehserie, 8 Episoden)
- 2009: Prison Break (Fernsehserie, 2 Episoden)
- 2009: Madea Goes to Jail
- 2009: Dollhouse (Fernsehserie, 5 Episoden)
- 2009: Law & Order: Special Victims Unit (Fernsehserie, Episode 10x14)
- 2009: Desperate Housewives (Fernsehserie, Episode 6x05)
- 2009–2010: Hawthorne (Fernsehserie, 8 Episoden)
- 2010: 72 Stunden – The Next Three Days (The Next Three Days)
- 2010: Weeds – Kleine Deals unter Nachbarn (Weeds, Fernsehserie, Episoden 6x04–6x06)
- 2010–2011: Detroit 1-8-7 (Fernsehserie, 18 Episoden)
- 2011: Five (Fernsehfilm)
- 2011: CSI: Miami (Fernsehserie, Episode 10x11)
- 2013: Cult (Fernsehserie, 7 Episoden)
- 2013: Star Trek Into Darkness
- 2013–2015: Under the Dome (Fernsehserie, 16 Episoden)
- 2014: Wenn ich bleibe (If I Stay)
- 2014: Navy CIS: L.A. (NCIS: Los Angeles, Fernsehserie, 3 Episoden)
- 2016: Der lange Weg (All the Way, Fernsehfilm)
- seit 2018: 9-1-1: Notruf L.A. (9-1-1, Fernsehserie)
- 2018: Unsolved (Fernsehserie, 5 Episoden)
- 2019: Godzilla II: King of the Monsters
- 2021: 9-1-1: Lone Star (Fernsehserie, Episode 2x03)
- 2023: The Perfect Find
- 2024: The American Society of Magical Negroes

Als Regisseurin
- 2025: 9-1-1 (Fernsehserie, 1 Episode)